# متعدد شعب كلابي ياو
متعدد شعب كلابي ياو هو أحد متعددات الشعب المهمة في الرياضيات والفيزياء. يلعب متعدد شعب كلابي ياو دوراً مهما في الفيزياء في نظرية الأوتار الفائقة حيث أن إحدى صياغات هذه النظرية تقوم على فضاء ذو 10 أبعاد. ويمكن تصور الأمر وكأن متعدد الشعب متصل وبه نتؤات في الفضاء الثلاثي الأبعاد. في هذه النتؤات تتداخل الأبعاد الزائدة الباقية إلا أنها من الصغر بحيث لا يمكن رصدها بأدوات القياس الحالية.